# Josef Gold (politik)
Josef Gold, polsky Józef Gold (26. září 1864 Ternopil – po r. 1939), byl rakouský lékař a politik z Haliče, na počátku 20. století poslanec Říšské rady.

## Biografie
Profesí byl lékařem. Působil jako starosta města Zoločiv. Post starosty zastával v letech 1906–1914. Byl židovského původu. Hlásil se k asimilačnímu proudu v židovské komunitě.
Působil i jako poslanec Říšské rady (celostátního parlamentu Předlitavska), kam usedl v doplňovacích volbách do Říšské rady roku 1906 za kurii městskou v Haliči, obvod Zoločiv, Brody. Nastoupil 25. září 1906 místo Emila Byka. Uspěl i ve volbách do Říšské rady roku 1907, konaných poprvé podle všeobecného a rovného volebního práva. Zvolen byl za obvod Halič 33. V roce 1906 se uvádí jako oficiální polský kandidát, tedy kandidát Polského klubu. I po volbách roku 1907 patřil do parlamentního Polského klubu. Patřil k Národně demokratické straně (Stronnictwo Narodowo-Demokratyczne), která byla ideologicky napojena na politický směr Endecja.
Za první světové války po dva roky pobýval v Rusku. V roce 1917 se vrátil do domovského Zoločivu.